# Чинарска чешма
Чинарската чешма (на гръцки: Kρήνη Τσινάρι) е историческа османска чешма в македонския град Солун, Гърция.
Чешмата е разположена в Горния град - бившата турска махала, на кръстовището на сегашните улици „Александра Пападопулу“ и „Клио“, на едноименното площадче „Цинари“ в едноименната махала. Срещу нея е старата таверна „Цинари“, преди това кафене, а до нея е старият чинар, от който махалата носи името си. Чешмата е най-голямата запазена в града и може би най-известна. Смята се, че е от времето на султан Мурад II, завоевателя на града. Коритото на чешмата е употребен втори път мраморен средновековен саркофаг с византийски релеф и гръцки надпис. Чешмата е обявена за исторически паметник.